# Chicago (musical)
Chicago és un musical situat al Chicago de l'època de la prohibició, amb música de John Kander i lletres de Fred Ebb, amb llibret d'Ebb i Bob Fosse. La història és una sàtira de la corrupció política a l'administració de la justícia criminal i sobre el concepte de les celebritats criminals i el paper dels mitjans de comunicació. El musical està basat en una obra del mateix títol de 1926 de la reportera Maurine Dallas Watkins, basada en els crims i criminals dels que havia informat.
La producció original de Broadway s'estrenà el 3 de juny de 1976 al 46th Street Theatre, amb 936 funcions. Bob Fosse coreografià la producció original, i el seu estil ha quedat molt identificat amb l'espectacle. El revival de Broadway de 1996 té el rècord de revival de més durada a Broadway (a part de la revista Oh! Calcutta!), i actualment és el setè espectacle de més llarga duració a Broadway (el 15 de novembre del 2008 s'havia representat en més de 5.000 funcions). El revival de Broadway va ser seguit per una producció al West End londinenc, així com de diverses gires i produccions internacionals. El 2002 s'estrenà una versió cinematogràfica del musical, que guanyà l'Oscar a la millor pel·lícula.

## Història
El musical Chicago està basat en una obra del mateix títol de la periodista Maurine Dallas Watkins, que va ser enviada el 1924 pel Chicago Tribune a cobrir els judicis de les assassines Belva Gaertner i Beulah Annan.
Annan, la model pel personatge de Roxie Hart, tenia 23 anys quan va ser acusada el 3 d'abril de 1924 d'assassinar Harry Kalstedt. El Tribune informà que Annan va posar-se el disc de foxtrot Hula Lou una vegada i una altra durant dues hores abans de trucar al seu marit per dir-li que havia mort un home que intentava fer-li l'amor. Va ser trobada no culpable el 25 de maig de 1924. Velma està basada en Gaertner, que era una cantant de cabaret. El cos de Walter Law va ser descobert sota les rodes del cotxe abandonat de Gaertner el 12 de març de 1924. Dos policies van testificar que havien vist a una dona entrant al vehicle i que poc després havien sentit trets. Al terra del vehicle van trobar una pistola i una ampolla de ginebra. Gaertner va ser absolta el 6 de juny de 1924. Els dos advocats, William Scott Stewart i W. W. O'Brien, van servir per modelar l'advocat de Chicago, Billy Flynn.
Les sensacionals columnes de Watkins informant d'aquests judicis van ser tan populars que decidí escriure una obra basant-se en elles. L'espectacle va ser aclamat per crítica i públic, fent el salt a Broadway el 1926, on realitzà 172 funcions. Es va arribar a rodar una pel·lícula muda el 1927, Chicago, produïda per Cecil B. DeMille i protagonitzada per Phyllis Haver (una ex-bellesa en banyador de Mack Sennett) com Roxie Hart. Posteriorment, el 1942 es faria una nova versió, Roxie Hart, protagonitzada per Ginger Rogers, però en aquesta versió Roxie era acusada sense haver-ho fet realment.
A la dècada dels 60, Gwen Verdon va llegir l'obra i li comentà al seu marit, Bob Fosse, sobre la possibilitat de crear una adaptació musical. Fosse es dirigí a l'escriptora Watkins en nombroses ocasions per comprar-li els drets. Watkins s'havia convertit en Cristiana Nascuda de Nou i creia que la seva obra beneïa una manera escandalosa de viure. Però en el seu testament, va vendre els drets al productor Richard Fryer, a Verdon i a Fosse. Així, Kander i Ebb van començar a treballar en la música, modelant cada número segons el vodevil tradicional. Aquest format fa explícita la comparació de l'espectacle entre la justícia, el "show-business" i la societat contemporània. Ebb i Fosse van escriure el llibret del musical, i Fosse també el dirigí i coreografià.

## Argument
Primer Acte
Velma Kelly és una actriu de vodevil que ha assassinat el seu marit i la seva germana al trobar-los junts al llit. Dona la benvinguda al públic a l'espectacle ("All That Jazz"). Alhora, sentim com Roxie Hart, una corista, assassina el seu amant, Fred Casely, un habitual del nightclub.
La Roxie convenç el seu marit Amos que la víctima era un violador, i Amos alegrement se'n fa càrrec de l'assassinat. Roxie expressa l'afecte que sent cap al seu marit senzill ("Funny Honey"); però quan la policia diu el nom de la víctima, Amos s'adona del que ha passat de debò i diu la veritat, i Roxie és detinguda. És enviada al bloc de dones de la presó, on s'estan la Velma i d'altres assassines ("Cell Block Tango"). El bloc està presidit per la corrupta Mama ("When You're Good to Mama"), el sistema d'ajuda mútua que té instaurat va perfecte per a totes. Ha ajudat la Velma a ser l'assassina preferida pels mitjans, i està treballant per fer tornar la Velma al vodevil com una gran estrella. La Velma no està contenta amb la Roxie, perquè li està robant els titulars i també l'advocat Billy Flynn. La Roxie intenta convèncer l'Amos perquè pagui a Billy Flynn per ser el seu advocat ("A Tap Dance"). Amb les seves clientes com a coristes, en Billy canta el seu himne, provant el seu lema que Només m'amoïna l'amor ("All I Care About is Love"). En Billy accepta el cas de la Roxie i arregla la seva història amb la columnista de tabloides Mary Sunshine, que sempre intenta trobar quelcom de bo en tothom ("A Little Bit of Good"). La conferència de premsa de la Roxie es converteix en un número de ventríloc amb en Billy dictant-li una nova versió de la veritat ("We Both Reached for the Gun"), mentre que la Roxie mou els llavis. La Roxie esdevé la nova celebritat de Chicago, mentre que la fama de la Velma cau en picat. La Velma intenta convèncer la Roxie perquè recreïn juntes el número de la seva germana, però la Roxie ho rebutja ("I Can't Do It Alone"), i la Velma es veu substituïa per la Roxie als titulars. La Roxie, veient-se en tots els titulars, fantasieja com serà el seu futur ("Roxie"); però quan en Billy agafa una nova client, la Velma i la Roxie s'adonen que no poden comptar amb ningú llevat amb si mateixes ("My Own Best Friend"), i la Roxie, amb recursos per tot, decideix que estant embarassada a la presó tornaria a ocupar els titulars.
Segon Acte

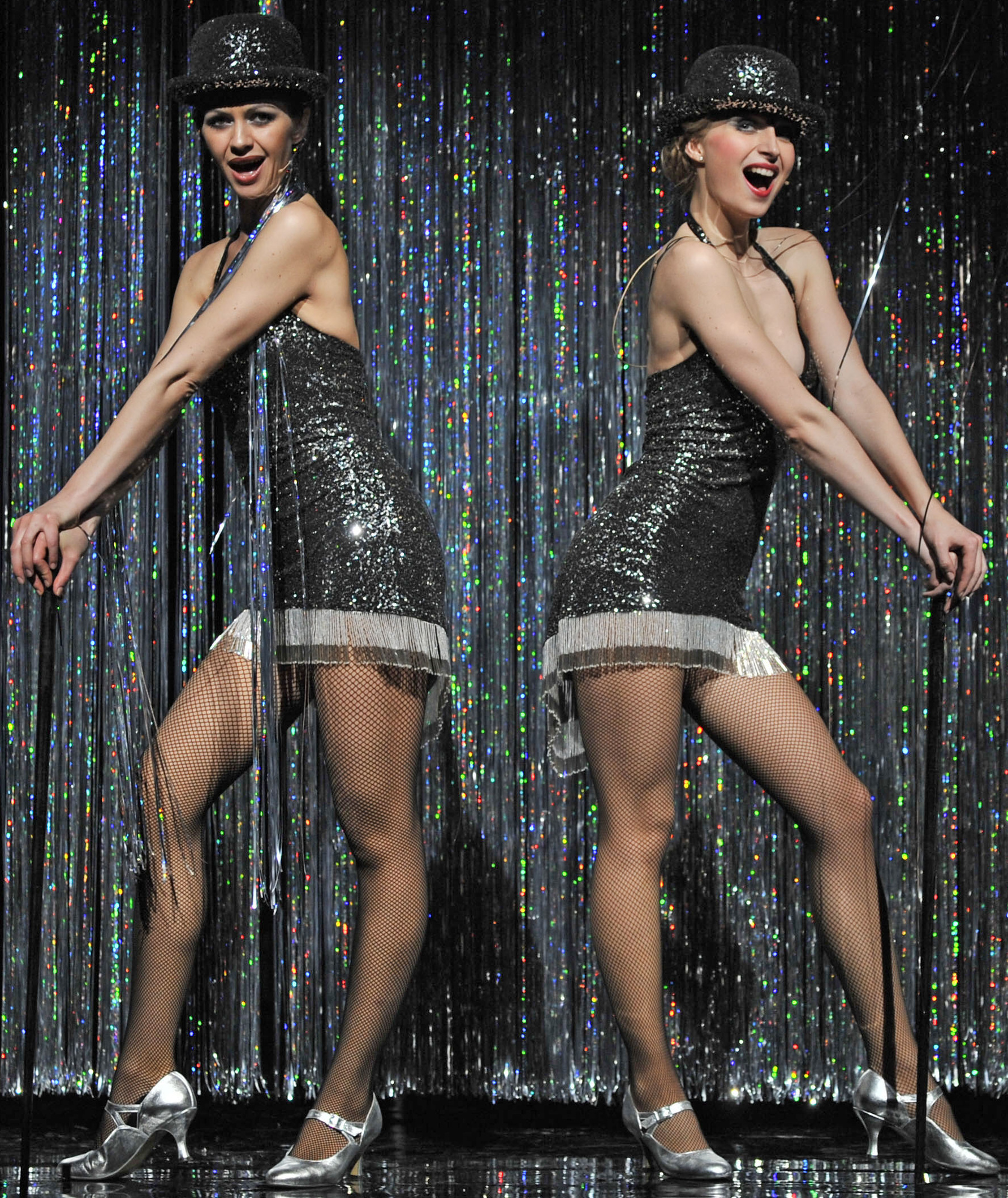
Roxie i Velma a Nowadays

De nou la Velma rep el públic amb un Hola, babaus!. Informa al públic sobre la contínua sort de la Roxie ("I Know a Girl"), malgrat totes les falsedats d'ella ("Me and My Baby"). Una mica curt en aritmètica, l'Amos proclama orgullós la seva paternitat, però ningú no es fixa en ell ("Mr. Cellophane"). La Velma prova d'ensenyar el número que té pensat pel judici ("When Velma Takes The Stand"). De la seva banda, en Billy afirma que amb ell al davant la Roxie no s'haurà de preocupar de res ("Razzle Dazzle"); però quan ho sent a la ràdio amb la Mama Morton, la Velma s'adona que la Roxie li ha copiat el número, exclamant-se amb la Mama de la total mancança de classe ("Class"). Com en Billy li va prometre, la Roxie queda lliure, però venen nous crims i la seva celebritat s'esfuma ("Nowadays"). Finalment, s'uneix a la Velma tornant a fer el número que feia aquesta amb la seva germana ("Hot Honey Rag"), fins que se'ls uneix la companyia pel gran "Finale".

## Números musicals
Molts dels números musicals de "Chicago" estan basats en els números clàssics de vodevil, i alguns es basen directament en els seus intèrprets:
- "Overture" - interpretat per una banda
- "All That Jazz" - número en homenatge a Texas Guinan[1]
- "Funny Honey" - número basat en les interpretacions de Helen Morgan i Judy Garland
- "Cell Block Tango" - les felices assassines evoquen els números ètnics del vodevil
- "When You're Good to Mama" - número a l'estil de Sophie Tucker[1]/Mae West/Pearl Bailey, interpretat sobre el lesbianisme implícit del personatge
- "All I Care About" - un número de striptease basat en Sally Rand, amb Billy Flynn imitant a Al Jolson i al director d'orquestra Ted "Is Everybody Happy?" Lewis
- "A Little Bit of Good" - Mary Sunshine, una reminiscència femenina de Julian Eltinge cantant una paròdia de Jerome Kern com Marilyn Miller
- "We Both Reached for the Gun" aka "The Press Conference Rag"- un número de ventíloc
- "Roxie" - número autobiogràfic i d'observació à la Fanny Brice
- "I Can't Do It Alone" - la meitat d'un número doble
- "My Own Best Friend" - cançó de suport, subvertit pel fet que les intèrprets es lloen a si mateixes. Un tribut a Manhattan Serenade.
- "I Know A Girl" - una conversa amb el públic, trencant la quarta paret, a l'estil de Texas Guinan.
- "Me and My Baby" - un cakewalk, à la Eddie Cantor.
- "Mr. Cellophane" - un número de clown que recorda la cançó "Nobody" de Bert Williams.[1]
- "When Velma Takes the Stand" - evoca els números de judicis als vodevils, i interpretat com una paròdia de números amb nois amb megàfons (Good News).
- "Razzle Dazzle" - Flynn fa com Clarence Darrow en un número de circ
- "Class" - un número satíric sobre la caiguda de la societat, irònicament ple de referències i al·lusions corporals i fisiològiques
- "Nowadays" - una cançó que recorda a la cançó "Maybe This Time" del musical Cabaret, també de Kander & Ebb
- "Hot Honey Rag" - un final de Charleston, interpretat per Velma i Roxie

## Personatges
| Personatge            | Notes | Actor original a Broadway (1975) | Actor original del West End (1979) | Actor original del revival de Broadway (1996) | Actor original del revival del West End (1998) | Actor de Barcelona (1997) | Actor de Barcelona (2011) |
| --------------------- | --- | -------------------------------- | ---------------------------------- | --------------------------------------------- | ---------------------------------------------- | ------------------------- | ------------------------- |
| Velma Kelly           | Actriu de vodevil i assassina que han de jutjar per matar la seva germana i el seu cunyat. Està representada per Billy Flynn i competeix amb Roxie Hart per tenir-lo.   | Chita Rivera                     | Jenny Logan                        | Bebe Neuwirth                                 | Ute Lemper                                     | Ester Bartomeu            | Marta Ribera              |
| Roxie Hart            | Una aspirant a actriu de vodevil i assassina que mata el seu ex-amant i és enviada a la presó.                                                                          | Gwen Verdon                      | Antonia Ellis                      | Ann Reinking                                  | Ruthie Henshall                                | Àngels Marcer             | Maria Blanco              |
| William "Billy" Flynn | L'advocat de Velma i Roxie, que no falla mai i converteix les seves clientes en famoses per guanyar la simpatia i el favor de l'opinió pública.                         | Jerry Orbach                     | Ben Cross                          | James Naughton                                | Henry Goodman                                  | Jaume Bernet              | Manuel Rodríquez          |
| Amos Hart             | Marit fidel i bon home, però simple, de la Roxie, a qui ningú no es para a mirar. Passa la major part del temps intentant que la Roxie es fixi amb ell.                 | Barney Martin                    | Don Fellows                        | Joel Grey                                     | Nigel Planer                                   | Xavier Serrat             | Fedor de Pablos Puig      |
| Matron "Mama" Morton  | Matrona de la Presó del Comtat de Cook que creu que tots els favors han de ser recíprocs.                                                                               | Mary McCarty                     | Hope Jackman                       | Marcia Lewis                                  | Meg Johnson                                    | Emma Gómez                | Marta Valverde            |
| Mary Sunshine         | Periodista beata que cobreix els judicis de Roxie Hart i Velma Kelly. En la majoria de produccions, al final de l'espectacle es revela que és interpretada per un home. | M. O'Haughey                     | G. Lyons                           | D. Sabella-Mills                              | C. Shirvell                                    | J. Giró                   | J. Giró                   |

## Produccions

### Producció original de Broadway
"Chicago: A Musical Vaudeville" s'estrenà el 3 de juny de 1975 al 46th Street Theatre, representant-se en 936 funcions, sent la darrera el 27 d'agost de 1977. El repartiment de l'estrena estava encapçalat com Chita Rivera com Velma Kelly, Gwen Verdon com Roxie Hart i Jerry Orbach com Billy Flynn. El personatge de Velma sempre havia estat considerat com a secundari en totes les versions de Chicago anteriors al musical, però aquí es va potenciar perquè Chita Rivera poqués equilibrar el paper de Gwen Verdon, Roxie Hart. L'estil brechtià de l'espectacle, amb trencaments durant tot l'espectacle de la quarta paret va fer que el públic no s'acabés de sentir còmode. Va cridar l'atenció que l'espectacle en si anava sobre com és el món actual, establint un paral·lelisme amb la glamourització de criminals en com la mateixa societat converteix criminals en famosos.
Va ser durant la preparació d'aquesta producció, i no durant l'escriptura, que moltes de les convencions de Chicago prengueren forma:
- la doble petada de dits a Razzle Dazzle va ser afegida a suggeriment de Fred Ebb a John Kander. A Kander no li va agradar la idea; però Ebb estava segur que a Bob Fosse si encantaria, com així va ser.
- durant els assaigs, Razzle Dazzle era una orgia als peus del palau de Justícia.
- el número final original era "Loopin' the Loop", i es basava en música suggerida per les mateixes Verdon i Rivera. Finalment, se substituí per Nowadays, encara que a l'obertura es poden escoltar fragments de "Loopin' the Loop".
- havia un altre personatge principal, conegut simplement com L'Agent, el paper del qual era explotar la notorietat de les presoneres en benefici propi. També servia com a Mestre de Cerimònies. Les funcions d'aquest personatge van passar a la Matrona Mama Morton, s'eliminà la seva cançó Ten Percent, i diversos membres del cor es repartien les seves tasques com a Mestre de Cerimònies.
- A Fosse li semblava que la lletra de Class era massa ofensiva, i censurà la versió original de la cançó. Un dels versos originals de la cançó va ser recuperat a la pel·lícula del 2002, però al final tot el número va ser tallat.

Chicago va tenir l'infortuni d'estrenar-se el mateix any del gran èxit de Michael Bennett, A Chorus Line, que la superà tant en la venda d'entrades com en els Premis Tony. A més, l'espectacle va estar a punt de tancar a causa d'un altre infortuni: Gwen Verdon inhalà una ploma durant el final, que li provocà en una infecció respiratòria.
Els productors van contemplar la possibilitat de tancar l'espectacle, però aparegué Liza Minnelli i s'oferí per interpretar a Roxie Hart en lloc de Verdon. Va treballar-hi durant un mes, fins que Vedon es recuperà i tornà a l'espectacle. Posteriorment, Ann Reinking, qui protagonitzaria el revival de 1996 (i el coreografiaria segons l'estil de Bob Fosse), i també va ser una substituta de Roxie Hart en la producció original.

### Encores!
El 1996, el City Center de Nova York anuncià que Chicago seria inclòs al Encores!. En un inici, la sèrie s'usava només per atraure l'atenció a musicals vells i obscurs que si no podrien haver quedat oblidats.
La producció va ser dirigida per Walter Bobbie i coreografiada "a l'estil de Bob Fosse" per Ann Reinking, qui també interpretaria a Roxie Hart. A l'espectacle també actuaven Bebe Neuwirth com Velma Kelly, Joel Grey com Amos Hart i James Naughton com Billy Flynn. L'espectacle va ser ben rebut, encara que els actors encara tenien els seus guions a la mà i la coreografia no estava acabada de polir. D'aquí sorgiria el revival de Broadway.

### Revival a Broadway
Barry i Fran Weissler van portar la versió en concert de Chicago, ara titulada simplement Chicago: The Musical, a Broadway, on es va estrenar el 14 de novembre de 1986. El xou va aconseguir el rècord de cobrir les despeses inicials més de pressa que cap altre musical de la història. Un dels motius és potser per la seva escenografia senzilla i per un vestuari minimalista i negre.
A diferència del seu predecessor Chicago: A Musical Vaudeville, Chicago: The Musical va ser ben rebut per la crítica i el públic. La societat havia canviat a la vista de successos com el cas d'assassinat O. J. Simpson, i el públic era més receptiu al tema del criminal tractat com a celebritat. Chicago: The Musical va guanyar 6 Premis Tonys, més que cap altre revival en la història de Broadway (superat per South Pacific, que en guanyà 7), guanyant els de Millor Revival Musical, Millor Actriu per Bebe Neuwirth, Millor Actor per James Naughton, Millor Disseny d'Il·luminació, Millor Director per Walter Bobbie i Millor Coreografia per Ann Reinking.
Chicago: The Musical s'ha representat en més de 5.000 ocasions (15 de novembre de 2008), sent el revival de més llarga durada a Broadway. Actualment és el vuitè espectacle de més llarga durada a Broadway. Aquestes funcions han tingut lloc en 3 teatres: el Richard Rodgers Theatre (el mateix teatre on s'interpretà la producció original de 1975, llavors anomenat 46th Street Theatre), al Shubert Theatre i al Ambassador Theatre.
L'enregistrament del repartiment original de Chicago va ser llançat el 14 de gener del 2003, i guanyà el Premi Grammy.
Entre els actors que han passat per durant la seva durada estan: George Hamilton (Billy Flynn, novembre 2001/juliol 2002 en el seu debut a Broadway; i en una segona tongada, entre setembre/octubre 2007), Ute Lemper (Velma Kelly, abril 2000), Billy Zane (Billy Flynn, novembre-2002/gener-2003), Melanie Griffith (Roxie Hart, juliol-octubre 2003), Brooke Shields (Roxie Hart, setembre-octubre 2005), Patrick Swayze (Billy Flynn, desembre 2003) o Jerry Springer (Billy Flynn, agost/setembre 2009).

### Producció del West End
El 18 de novembre de 1997, Chicago: The Musical s'estrenà al West End londinenc, estant-se al Adelphi Theatre durant 9 anys i traslladant-se al Cambridge Theatre a l'abril del 2006. El repartiment original incloïa a Ute Lemper com Velma, Ruthie Henshall com Roxie, Nigel Planer com Amos Hart i Henry Goodman com Billy Flynn. La producció guanyà el Premi Olivier a Musical més Destacat. També va guanyar el de Millor Actriu de Musical (Ute Lemper; Ruthie Henshall també estava nominada); i rebria quatre nominacions més (Millor Actor per Henry Goodman; Millor Director per Walter Bobbie; Millor Vestuari i Millor Coreografia). A l'edició dels Olivier de 1999 va rebre una nova nominació a Millor Actriu de Musical per Maria Friedman, en el paper de Roxie.
Entre els intèrprets de Billy Flynn estan John Barrowman a la tardor del 2004 i Jerry Springer al juny del 2009. Michelle Williams, del grup Destiny's Child interpretà a Roxy entre juliol i agost del 2009, sent la primera dona negra en interpretar a Roxie al West End. La darrera funció està anunciada per l'1 de setembre del 2012; després de més de 15 anys de representacions.

### Chicago a Barcelona
La primera versió de Chicago que arribà a Barcelona s'estrenà el 5 de març de 1997 al Teatre Arnau de Barcelona, amb adaptació de Roser Batalla i Roger Peña, i dirigit per Coco Comín. Estava protagonitzada per Ester Bartomeu (Velma Kelly), Àngels Marcer (Roxie Hart) i Jaume Bernet (Billy Flynn); 
amb èxit de crítica i públic. Posteriorment, l'espectacle es traslladà al Teatre Principal de Barcelona, on s'estrenà el 9 de juliol de 1998.
Posteriorment, entre el 19 de gener i el 6 de febrer del 2000 es representà de nou al Teatre Tívoli, en una versió de Xavier Mateu, Víctor Conde i Albert Mas-Griera, dirigit per Ricard Reguant, i protagonitzat per Àngels Gonyalons (Velma) i Sonia Dorado (Roxie). Aquesta versió s'havia representat anteriorment a Madrid, i era en castellà.
El 2011 tornà a representar-se al Teatre Tívoli, aquest cop en la producció original i protagonitzat per Marta Ribera (Velma) i Maria Blanco (Roxie).

## Premis i nominacions

### Producció original de Broadway
| Any  | Premi            | Categoria                             | Nominat(s)             | Resultat  |
| ---- | ---------------- | ------------------------------------- | ---------------------- | --------- |
| 1975 | Premi Tony       | Millor Musical                        | Millor Musical         | Nominat   |
| 1975 | Premi Tony       | Millor Llibret de Musical             | Bob Fosse i Fred Ebb   | Nominats  |
| 1975 | Premi Tony       | Millor Banda Sonora                   | Fred Ebb i John Kander | Nominats  |
| 1975 | Premi Tony       | Millor Actor Protagonista de Musical  | Jerry Orbach           | Nominat   |
| 1975 | Premi Tony       | Millor Actriu Protagonista de Musical | Chita Rivera           | Nominada  |
| 1975 | Premi Tony       | Millor Actriu Protagonista de Musical | Gwen Verdon            | Nominada  |
| 1975 | Premi Tony       | Millor Direcció de Musical            | Bob Fosse              | Nominat   |
| 1975 | Premi Tony       | Millor Coreografia                    | Bob Fosse              | Nominat   |
| 1975 | Premi Tony       | Millor Escenografia                   | Tony Walton            | Nominat   |
| 1975 | Premi Tony       | Millor Vestuari                       | Patricia Zipprodt      | Nominada  |
| 1975 | Premi Tony       | Millor Il·luminació                   | Jules Fisher           | Nominat   |
| 1975 | Premi Drama Desk | Actor Més Destacat en un Musical      | Jerry Orbach           | Nominat   |
| 1975 | Premi Drama Desk | Il·luminació Més Destacada            | Jules Fisher           | Guanyador |

### Producció original de Londres
| Any  | Premi                  | Categoria                | Nominat(s)     | Resultat |
| ---- | ---------------------- | ------------------------ | -------------- | -------- |
| 1979 | Premi Laurence Olivier | Millor Musical           | Millor Musical | Nominat  |
| 1979 | Premi Laurence Olivier | Millor Actor de Musical  | Ben Cross      | Nominat  |
| 1979 | Premi Laurence Olivier | Millor Actriu de Musical | Antonia Ellis  | Nominada |

### Revival de Broadway 1996
| Any  | Premi            | Categoria                                       | Nominat(s)                        | Resultat   |
| ---- | ---------------- | ----------------------------------------------- | --------------------------------- | ---------- |
| 1996 | Premi Drama Desk | Revival d'un Musical Més Destacat               | Revival d'un Musical Més Destacat | Guanyador  |
| 1996 | Premi Drama Desk | Actriu Més Destacada en un Musical              | Bebe Neuwirth                     | Guanyadora |
| 1996 | Premi Drama Desk | Actor de Repartiment Més Destacat en un Musical | Joel Grey                         | Guanyador  |
| 1996 | Premi Drama Desk | Director d'un Musical Més Destacat              | Walter Bobbie                     | Guanyador  |
| 1996 | Premi Drama Desk | Coreografia Més Destacada                       | Ann Reinking                      | Guanyadora |
| 1997 | Premi Tony       | Millor Revival de Musical                       | Millor Revival de Musical         | Guanyador  |
| 1997 | Premi Tony       | Millor Actor Protagonista de Musical            | James Naughton                    | Guanyador  |
| 1997 | Premi Tony       | Millor Actriu Protagonista de Musical           | Bebe Neuwirth                     | Guanyadora |
| 1997 | Premi Tony       | Millor Actriu de Repartiment de Musical         | Marcia Lewis                      | Nominada   |
| 1997 | Premi Tony       | Millor Direcció de Musical                      | Walter Bobbie                     | Guanyador  |
| 1997 | Premi Tony       | Millor Coreografia                              | Ann Reinking                      | Guanyadora |
| 1997 | Premi Tony       | Millor Vestuari                                 | William Ivey Long                 | Nominat    |
| 1997 | Premi Tony       | Millor Il·luminació                             | Ken Billington                    | Guanyador  |
| 1998 | Premis Grammy    | Millor àlbum de teatre musical                  | Millor àlbum de teatre musical    | Guanyador  |

### Revival de Londres 1997
| Any  | Premi                  | Categoria                | Nominat(s)             | Resultat   |
| ---- | ---------------------- | ------------------------ | ---------------------- | ---------- |
| 1997 | Premi Laurence Olivier | Millor Revival Musical   | Millor Revival Musical | Guanyador  |
| 1997 | Premi Laurence Olivier | Millor Actor de Musical  | Henry Goodman          | Nominat    |
| 1997 | Premi Laurence Olivier | Millor Actriu de Musical | Ute Lemper             | Guanyadora |
| 1997 | Premi Laurence Olivier | Millor Actriu de Musical | Ruthie Henshall        | Nominada   |
| 1997 | Premi Laurence Olivier | Millor Director          | Walter Bobbie          | Nominat    |
| 1997 | Premi Laurence Olivier | Millor Coreògraf         | Ann Reinking           | Nominada   |
| 1997 | Premi Laurence Olivier | Millor Vestuari          | William Ivey Long      | Nominat    |
| 1999 | Premi Laurence Olivier | Millor Actriu de Musical | Maria Friedman         | Nominada   |